# Бершајд
Бершајд (њем. Berscheid) општина је у њемачкој савезној држави Рајна-Палатинат. Једно је од 235 општинских средишта округа Ајфелкрајс Битбург-Прим. Према процјени из 2010. у општини је живјело 66 становника. Посједује регионалну шифру (AGS) 7232012.

## Географски и демографски подаци
Бершајд се налази у савезној држави Рајна-Палатинат у округу Ајфелкрајс Битбург-Прим. Општина се налази на надморској висини од 490 метара. Површина општине износи 7,5 km².

## Становништво
У самом мјесту је, према процјени из 2010. године, живјело 66 становника. Просјечна густина становништва износи 9 становника/km².

## Међународна сарадња
| Мјесто | Држава    | Врста сарадње | Од    |
| ------ | --------- | ------------- | ----- |
|        | Француска | партнерство   | 2000. |
| Извор  |           |               |       |